# اورتانجا (کاهتا)
اورتانجا (به ترکی استانبولی: Ortanca) یک منطقهٔ مسکونی کردنشین در ترکیه است که در کاهتا واقع شده‌است.